# Is There Anybody Out There? The Wall Live 1980–81
Is There Anybody out There? The Wall Live Pink Floyd 1980–81 – album wydany w 2000 roku przez Pink Floyd. Jest on zapisem wykonania albumu The Wall na żywo i składa się z utworów z koncertów wykonywanych w latach 1980–1981.
Koncerty zawierały elementy sceniczne polegające na budowie na estradzie muru, w pierwszej części przedstawienia. Po jego ukończeniu, członkowie zespołu kontynuowali występ w wyrwach w murze, na jego szczycie, przed, a nawet za nim.
Grafika na okładce przedstawia maski przypominające twarze czterech głównych członków Pink Floyd z tamtych czasów. W trakcie koncertów nosił je „zespół zastępczy” (ang. surrogate band, patrz tekst piosenki „In the Flesh”) wykonujący utwór „In the Flesh?”.

## Charakterystyka albumu
Is There Anybody out There? zawiera koncertowe wersje wszystkich oryginalnych utworów z albumu The Wall plus dwa dodatkowe: „What Shall We Do Now?” oraz „The Last Few Bricks”. „What Shall We Do Now?” miało znaleźć się na oryginalnym albumie, jednak w ostatniej chwili zostało z niego usunięte. „The Last Few Bricks” miał być pomostem łączącym utwory „Another Brick in the Wall (Part III)” i „Goodbye Cruel World” zawierającym tematy muzyczne z „The Happiest Days of Our Lives”, „Don’t Leave Me Now”, „Young Lust” i „Empty Spaces”/„What Shall We Do Now”. Odgrywano go na scenie, by pozwolić osobom tworzącym mur na ustawienie odpowiedniej ilości cegieł, by oddzielić scenę od publiczności i pozwolić Rogerowi Watersowi odśpiewać „Goodbye Cruel World” w ostatniej wolnej od cegieł przestrzeni muru, kończąc w ten sposób część pierwszą występu. Przed wydaniem albumu motyw ten nie miał swojej oficjalnej nazwy. Fani zwykli nazywać go „Almost Gone” na niektórych nagraniach bootlegowych, ale oficjalna nazwa – „The Last Few Bricks” – nigdy nie została użyta podczas występów w latach 1980–1981. Została zasugerowana przez Watersa dopiero podczas przygotowywania albumu producentowi Jamesowi Guthriemu. Dodatkowo, na płytach pojawiają się dwie ścieżki „mówione” zatytułowane odpowiednio „MC: Atmos” lub „Master of Ceremonies” w zależności od wydania, pojawiające się przed „In the Flesh?” na początku albumu i drugi raz przed „In the Flesh”, na jego półmetku. Jest to głos Gary’ego Yudmana, prowadzącego koncerty w Earls Court w latach 1980 i 1981 (prowadził też koncerty The Wall w Nassau Coliseum).
Wydanie tego dwupłytowego albumu spotkało się z umiarkowaną krytyką, zarzucającą mu zbyt „sztywną” strukturę jak na album koncertowy i traktującą jako pośledniejszą wersję nagrania studyjnego.
Niektóre ze ścieżek różnią się w porównaniu z wersją studyjną. „In the Flesh?” i „In the Flesh” mają poszerzone intro. „The Thin Ice” i „Run Like Hell” mają dłuższy wstęp i zakończenie. „Another Brick in the Wall (Part 2)” zawiera dłuższe solo i przedłużone zakończenie. „Mother” ma dłuższe intro, dłuższą sekcję solową i rozszerzone outro. „Young Lust” zawiera poszerzone intro, dodatkowe solo na organach Hammonda po solo Davida Gilmoura. Poszerzone solo gitarowe pojawiło się także w „Hey You”. „Comfortably Numb” ma dłuższe solo końcowe i zmienione zakończenie. Do „The Show Must Go On” dodano dodatkową linijkę tekstu, usuniętą wcześniej z nagrania studyjnego. Wersja koncertowa „Outside the Wall” była dłuższa niż studyjna.
To pierwszy (i jedyny) album Pink Floyd, który nie został wypuszczony w formie LP. Limitowana edycja płyt winylowych pojawiła się kilka miesięcy później, zawierała jednak tylko kilka z utworów z listy.

## Lista utworów

### Płyta pierwsza
1. „Master of Ceremonies” (wydanie oryginalne 2000 CD – Ameryka Północna) lub „MC: Atmos” (wydanie Europejskie i reedycja z 2005 roku w Ameryce Północnej) – 1:13
2. „In the Flesh?” – 3:00
3. „The Thin Ice” – 2:49
4. „Another Brick in the Wall, Part I” – 4:13
5. „The Happiest Days Of Our Lives” – 1:40
6. „Another Brick in the Wall, Part II” – 6:19
7. „Mother” – 7:54
8. „Goodbye Blue Sky” – 3:15
9. „Empty Spaces” – 2:14
10. „What Shall We Do Now?” – 1:40
11. „Young Lust” (Waters/Gilmour) – 5:17
12. „One of My Turns” – 3:41
13. „Don’t Leave Me Now” – 4:08
14. „Another Brick in the Wall, Part III” – 1:15
15. „The Last Few Bricks” (Waters/Gilmour) – 3:26
16. „Goodbye Cruel World” – 1:41

Wszystkie utwory prócz wskazanych autorstwa Watersa

### Płyta druga
1. „Hey You” – 4:55
2. „Is There Anybody Out There?” – 3:09
3. „Nobody Home” – 3:15
4. „Vera” – 1:27
5. „Bring the Boys Back Home” – 1:20
6. „Comfortably Numb” (Gilmour/Waters) – 7:26
7. „The Show Must Go On” – 2:35
8. „Master of Ceremonies” (wydanie oryginalne 2000 CD – Ameryka Północna) lub „MC: Atmos” (wydanie Europejskie i reedycja z 2005 roku w Ameryce Północnej) – 0:37
9. „In the Flesh” – 4:23
10. „Run Like Hell” (Gilmour/Waters) – 7:05
11. „Waiting For The Worms” – 4:14
12. „Stop” – 0:32
13. „The Trial” (Waters/Ezrin) – 6:01
14. „Outside the Wall” – 4:27

Wszystkie utwory prócz wskazanych autorstwa Watersa

## Skład
- David Gilmour – śpiew, gitara, mandolina
- Nick Mason – perkusja, gitara
- Roger Waters – śpiew, gitara basowa, gitara, śpiew, klarnet
- Richard Wright – śpiew, instrumenty klawiszowe, akordeon